# Сијеста Ки (Флорида)
Сијеста Ки (енгл. Siesta Key) насељено је место без административног статуса у америчкој савезној држави Флорида.

## Демографија
По попису из 2010. године број становника је 6.565, што је 585 (-8,2%) становника мање него 2000. године.
| Група             | 2000.         | 2010.         |
| Белци             | 6.962 (97,4%) | 6.256 (95,3%) |
| Афроамериканци    | 7 (0,1%)      | 19 (0,3%)     |
| Азијати           | 31 (0,4%)     | 49 (0,7%)     |
| Хиспаноамериканци | 112 (1,6%)    | 174 (2,7%)    |
| Укупно            | 7.150         | 6.565         |